# 折り畳み式家具

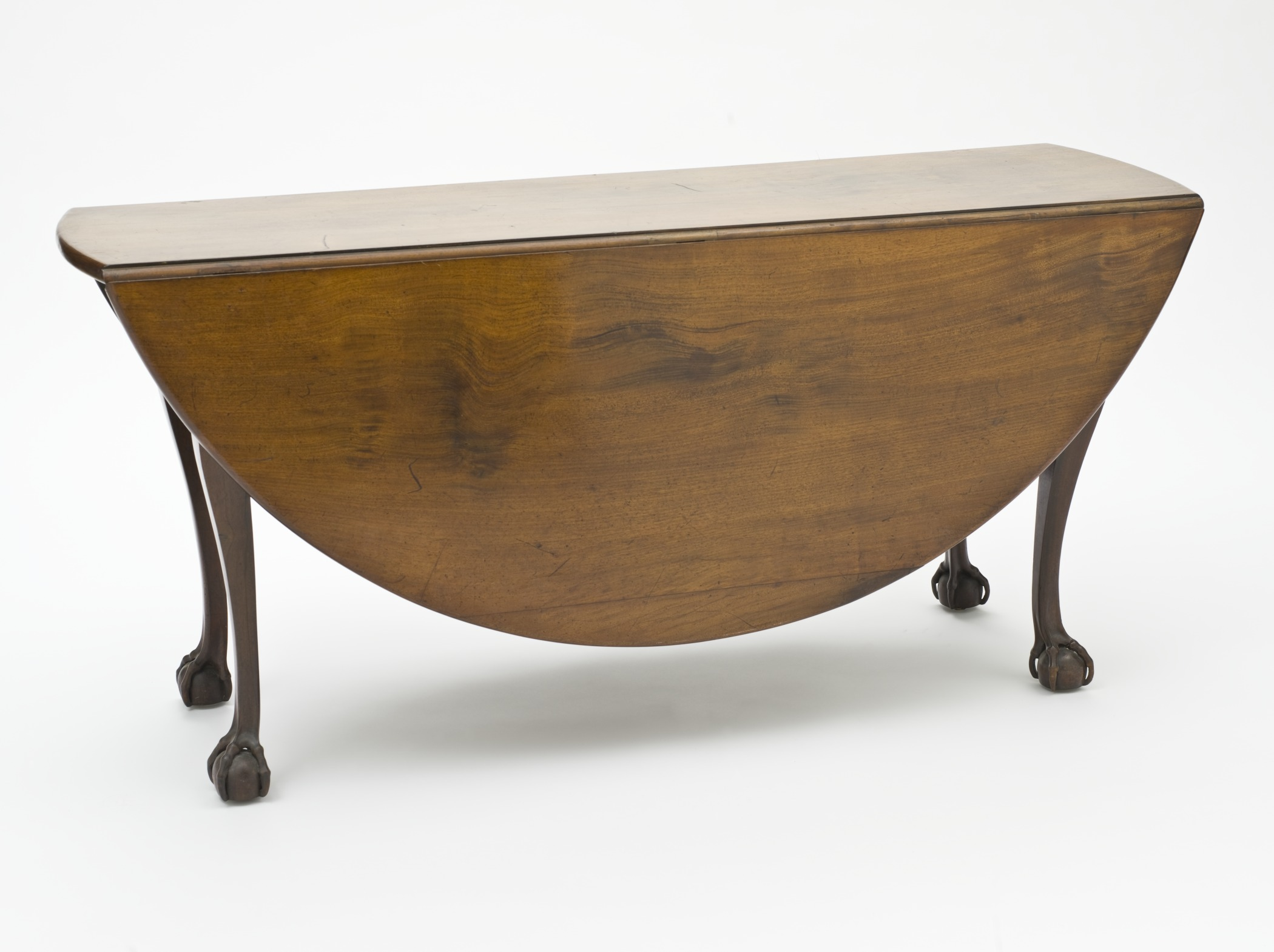
バタフライテーブル

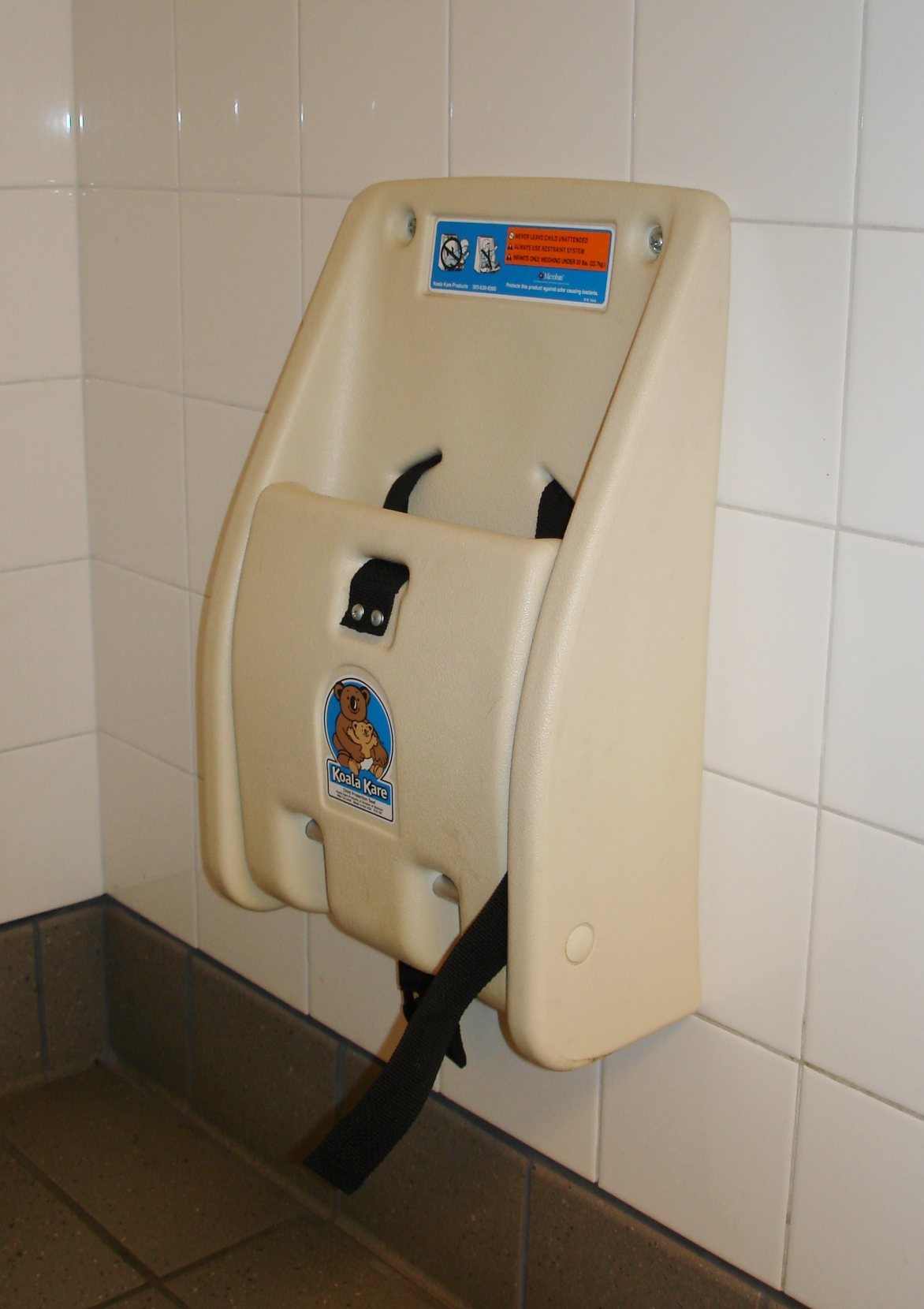
トイレにて

折り畳み式家具（おりたたみしきかぐ、英: Folding furniture）は、折り畳み式の家具。

## 歴史・利用
エジプトでは遅くとも中王国時代に折畳スツールが登場していたという。これはX字型のフレーム構造のもので、後に似たデザインのものがギリシャやローマ、さらに中世ヨーロッパでも見られるという。ギリシャにおいてはDiphros（ディフロス）と呼ばれた。
Campaign chair（キャンペーンチェア）と呼ばれるものも登場した。これは従軍用椅子と訳される場合がある。ウェリントン公爵などが使用していたという。陸上の戦地以外に、航海の場でも折畳椅子は重宝された。ホレーショ・ネルソン提督はヴィクトリー号の甲板でマホガニー材の折畳椅子を愛用していたという。1815年以降イギリスでは平和が訪れ、居留地への海外旅行が再開。そこへ持っていける折畳家具の需要が拡大したという。
古代中国でも、前述の国家と同様、折畳スツールは高級な椅子の部類であり、尊厳と権力の象徴でもあったという指摘がある。
新居猛（後にインテリア・デザイナー協会名誉会長）がデザインした「ニーチェアX」は、畳んだ際に（壁などに立てかけなくても）自立する設計になっている。ニューヨーク近代美術館にて永久収蔵が認められた。
福祉用具としての椅子（手動車椅子、入浴用椅子など）にも、折りたたみ機能を持つものがある。安全面重視の観点から、製品の「固定性試験」（折りたたんだ用具を持ち運ぶ際に不用意に展開しないかどうかの確認）、「耐落下衝撃試験」、「折りたたみ機構部の耐久性試験」などが実施されている。